# フィルキンゲン
フィルキンゲン（英:Fylkingen）は、1933年にスウェーデン王国政府によって創設された、スウェーデンのストックホルムにある国営の実験的芸術

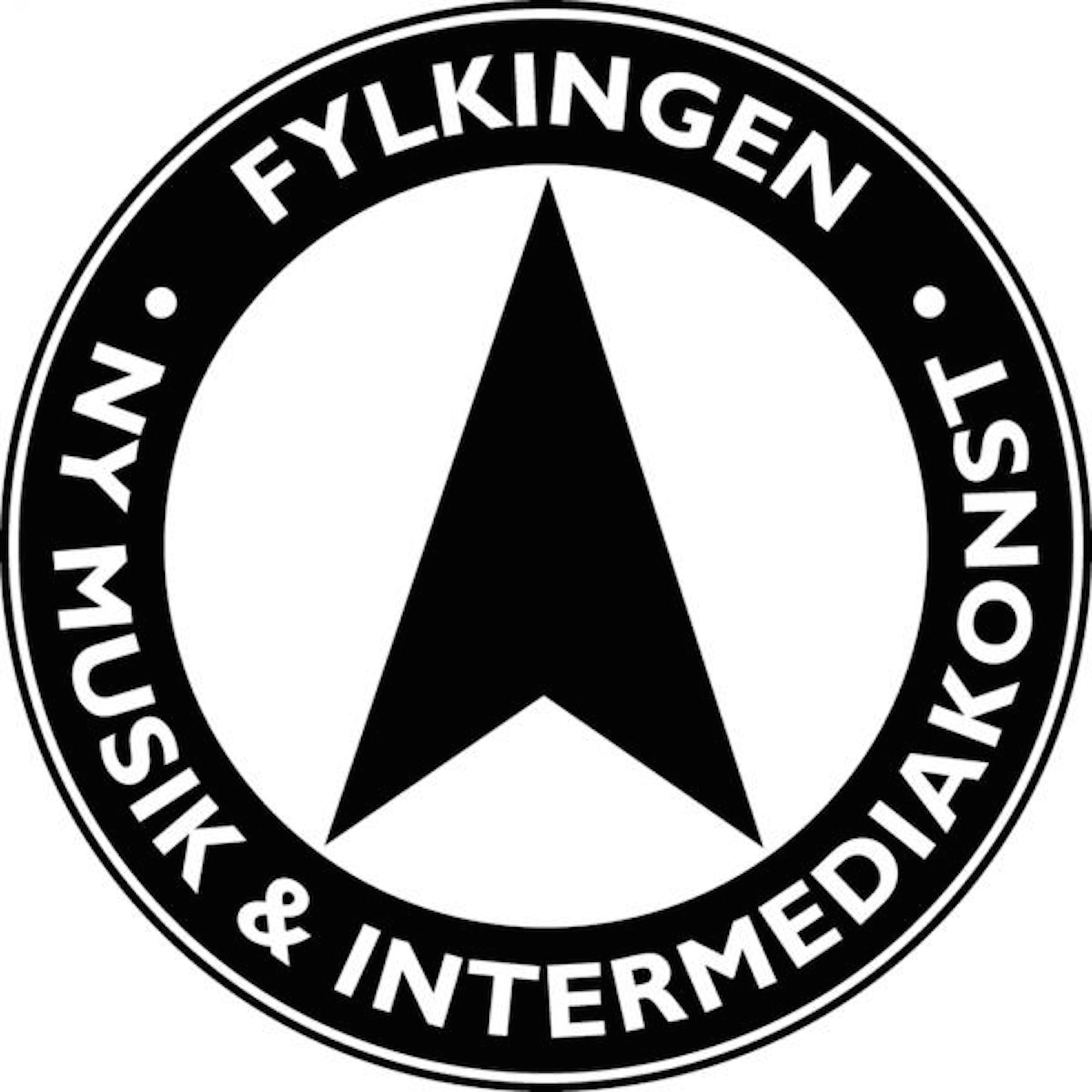
Fylkingen logo.

研究施設。主に電子音楽の実験施設であり、ジョン・ケージ、ナム・ジュン・パイク、高橋悠治、ブライアン・イーノ、フルクサスなどのアーティストをはじめ、インターメディアと呼ばれるその制作はコンセプチュアル・アート、インターネットアート、パフォーマンスアート、インスタレーション、メディアアートなど多岐におよび、様々な関連分野のアーティストが活動の場として利用している。ホール、展示室（エキシビジョンスペース）などを備えており、定期的にイベントやフェスティバルを開催している。
また、同名のレコードレーベル会社、フィルキンゲンレコードを組織するほか、スウェーデン電子音楽協会、フィルキンゲン演奏協会などのアソシエーションも組織する。現在は民営化されている。

## 関連人物
- 柿崎順一
- 坂本龍一
- ジョン・ケージ
- 高橋悠治
- ナム・ジュン・パイク
- ブライアン・イーノ
- 松下眞一

## 関連事項
- インターネットアート
- インスタレーション
- コンセプチュアル・アート
- 電子音楽
- パフォーマンスアート
- フルクサス
- メディアアート